# Herrschaft Greifensee

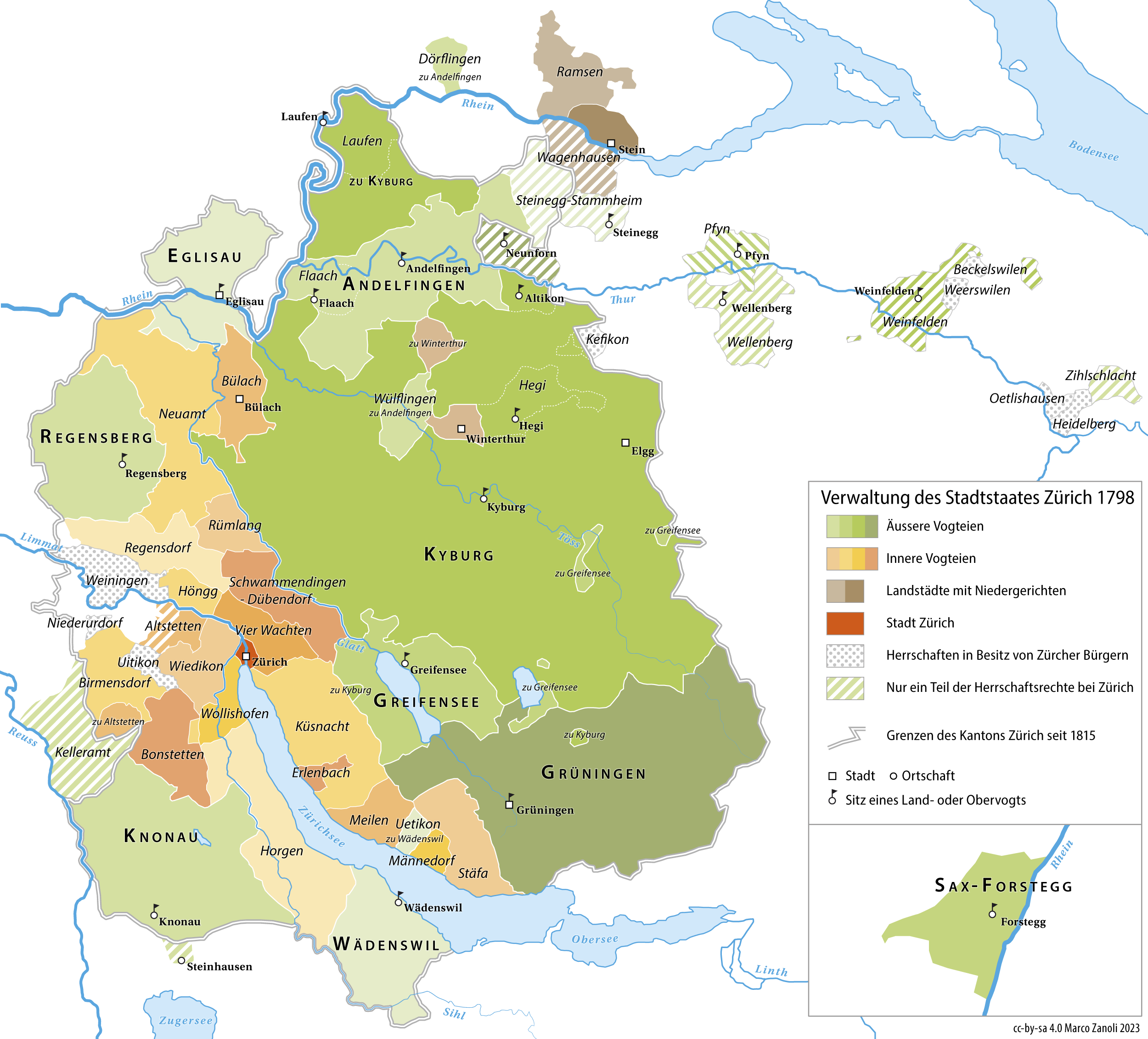
Die Verwaltungsgliederung des Herrschaftsgebiets der Stadt Zürich bis 1798

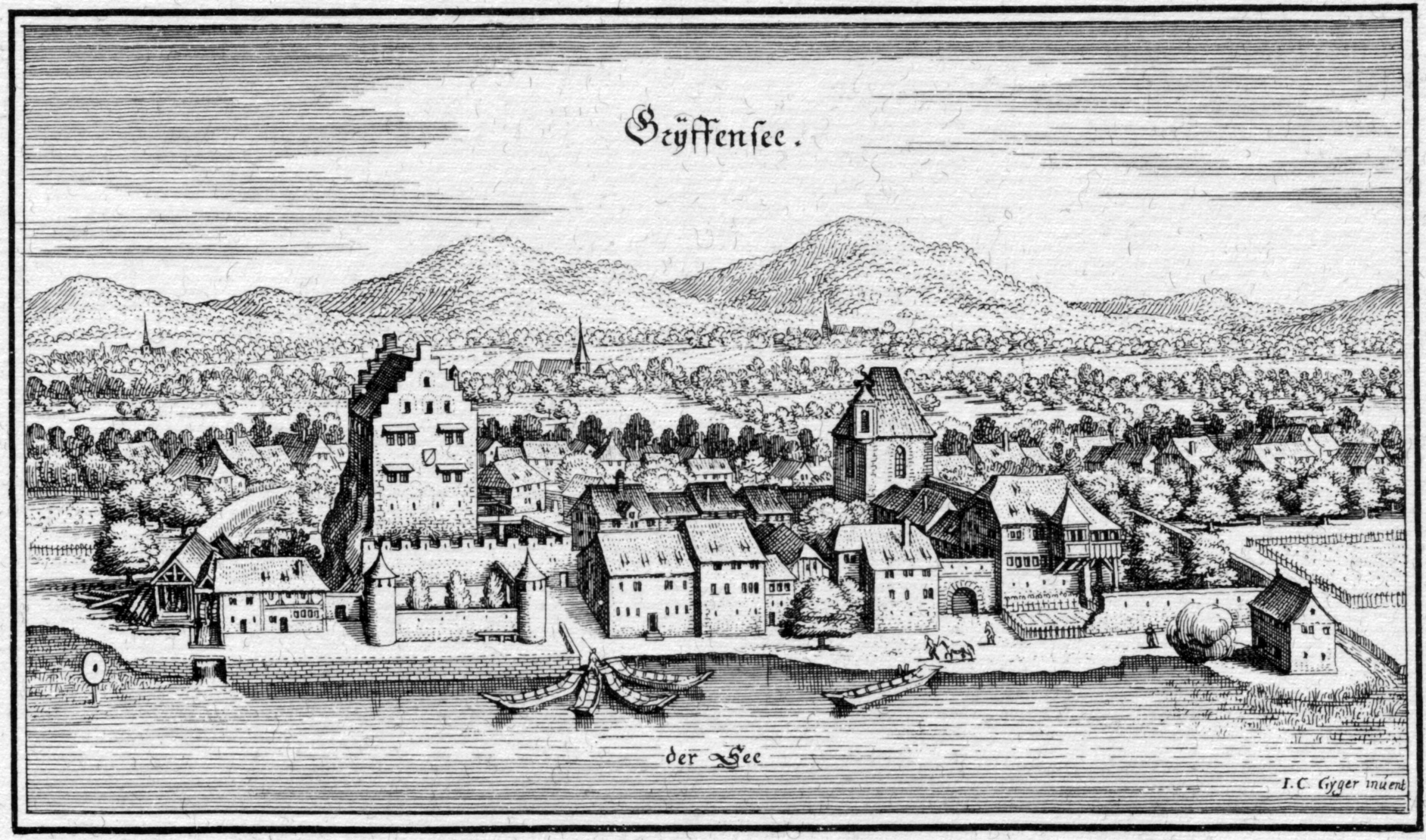
Burg und Stadt Greifensee auf einem Stich von Matthäus Merian, 1654

Die Herrschaft Greifensee bestand zwischen 1300 und 1798. Zwischen 1402 und 1798 war sie eine Landvogtei im Besitz der Stadt Zürich.
Rund um den Greifensee hatten im 13. Jahrhundert die Grafen von Rapperswil eine relativ geschlossene Herrschaft aufgebaut. Diese wurde im Jahr 1300 durch Elisabeth von Rapperswil an Hermann II. von Landenberg verpfändet. Die Familie Landenberg verkaufte die Pfandschaft 1369 für 7923 Gulden an die Grafen von Toggenburg. Graf Friedrich VII. von Toggenburg verpfändete Greifensee seinerseits 1402 für 6000 Gulden an die Stadt Zürich.
Die Stadt Zürich verwaltete die Herrschaft Greifensee als sog. «Äussere Vogtei». Ein Landvogt residierte auf Burg Greifensee und nahm die Herrschaftsrechte im Namen von Zürich wahr. Der bekannteste Landvogt von Greifensee war Salomon Landolt, der die Herrschaft im Sinne des aufgeklärten Absolutismus verwaltete.
Die Herrschaft Greifensee bestand aus folgenden Gebieten:
- Burg und Stadt Greifensee
- Der Greifensee (Fischereirechte)
- Fällanden
- Maur
- Niederuster
- Uster
- Nossikon
- Nänikon
- Werrikon
- Schwerzenbach
- Hegnau
- Hof (eher Hof bei Greifensee als Hof in der Gemeinde Egg ZH)
- Bertschikon (Gemeinde Gossau ZH)
- Exklaven: Robenhausen-Robank (Gemeinde Wetzikon), Irgenhausen, Auslikon, Hutzikon-Tössegg-Schalchen (Gemeinde Turbenthal) und Neubrunn (Gemeinde Turbenthal)

Durch die Auflösung der alten Ordnung im Herrschaftsgebiet der Stadt Zürich wurde die Landvogtei Greifensee 1798 aufgelöst. Der heutige Bezirk Uster entspricht teilweise der Landvogtei Greifensee.
Siehe auch: Territoriale Entwicklung Zürichs, Geschichte der Stadt Zürich